# Höhle von Han-sur-Lesse

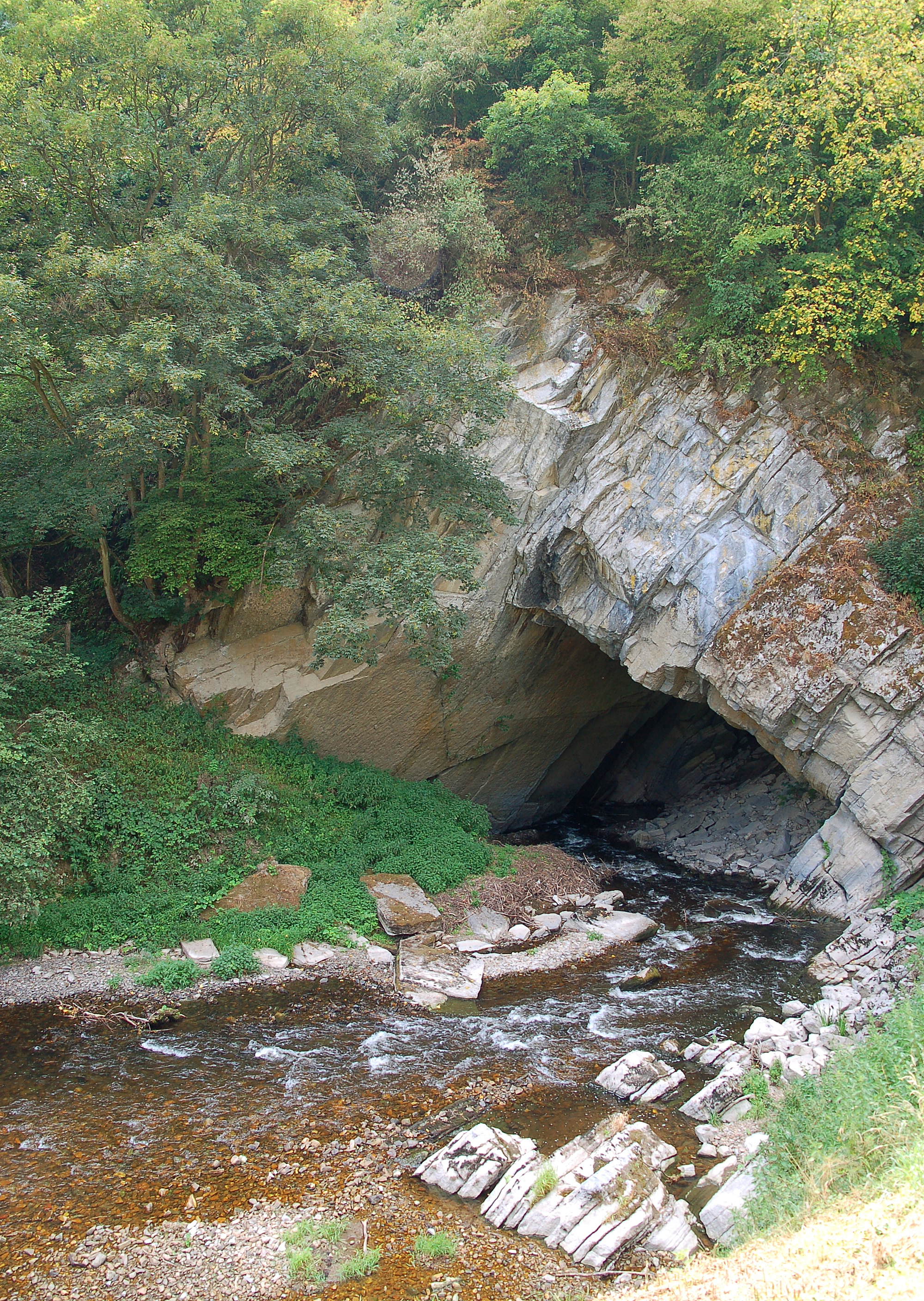
Der Höhleneingang Gouffre de Belvaux

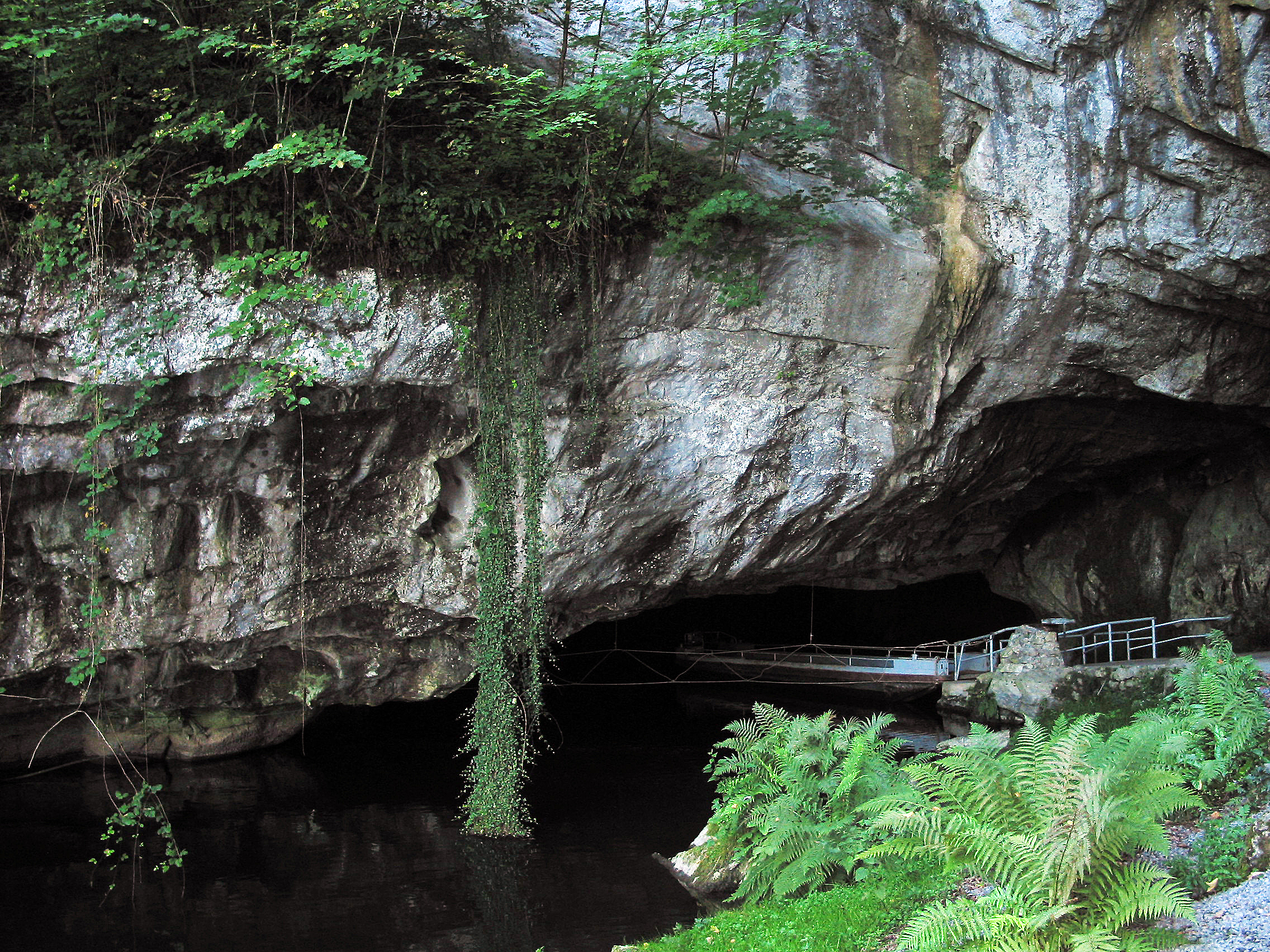
Wiederaustritt des Flusses Lesse

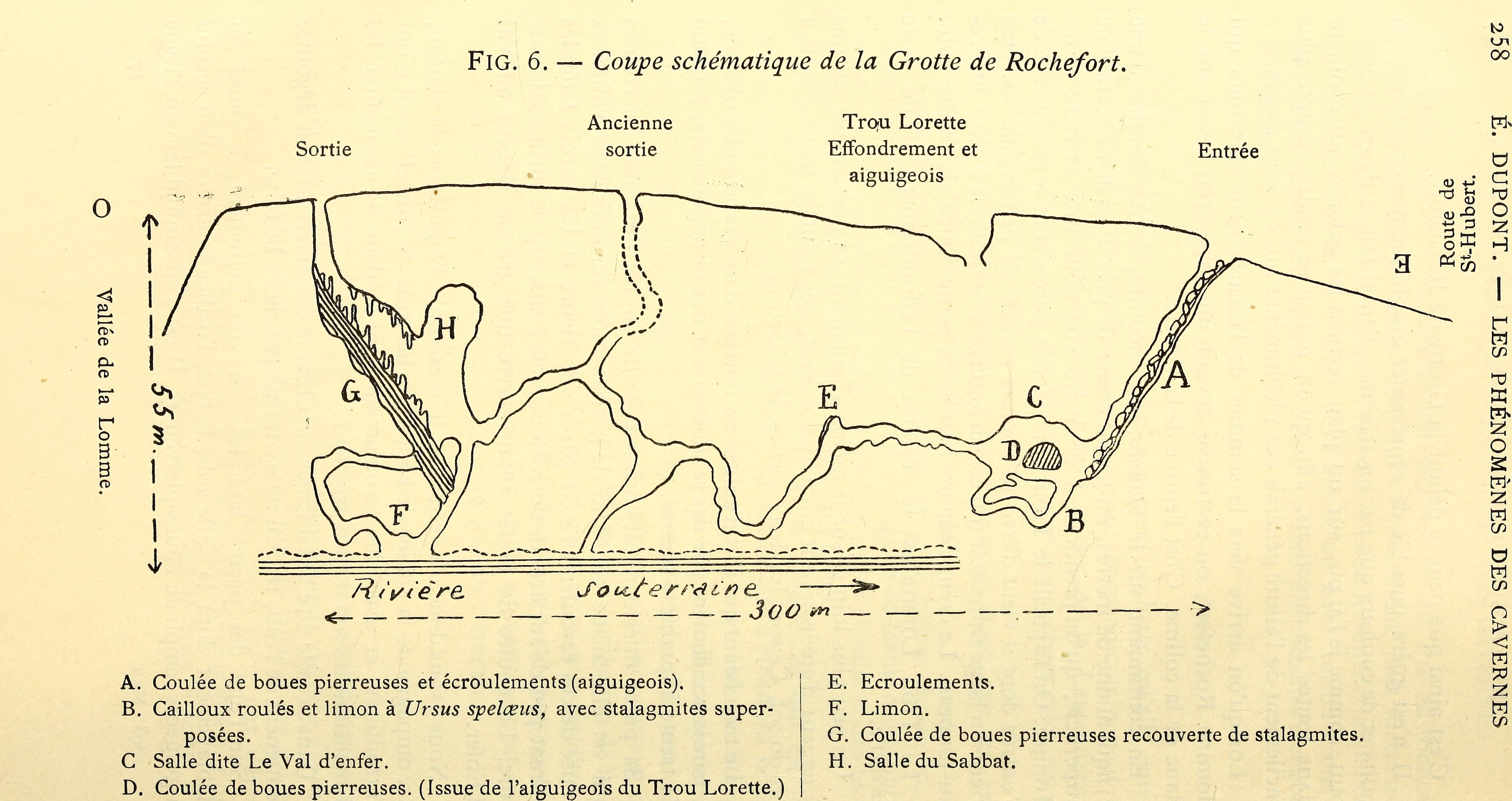
Risszeichnung der Höhle

Die Höhle von Han-sur-Lesse (franz. Grotte de Han) ist eine der bekanntesten Schauhöhlen Europas. Sie liegt in Han-sur-Lesse, der zur Gemeinde Rochefort am Fluss Lesse in den Ardennen (Provinz Namur, Belgien) gehört. Besonders interessant sind die schlanken Tropfsteinsäulen in ihrem Mittelteil, deren Vielzahl nur von wenigen Tropfsteinhöhlen übertroffen wird.
Im eiszeitlichen Europa floss die Lesse vorerst noch um das Massiv von Boine herum, wobei sie ein heute noch geomorphologisch sichtbares Trockental mit zahlreichen Mäandern formte. Irgendwann verschwand der Fluss in einem Loch, dem Gouffre von Belvaux (benannt nach einem Nachbarort von Han-sur-Lesse), und trat erst wieder auf der anderen Bergseite zu Tage. Er durchfloss fortan jene Höhle, die heute die Attraktion in der Region ist.
Pierre Lambert de Saumery, ein Romancier, der auch als Hochstapler und Heiratsschwindler bekannt wurde, stellte im Jahre 1743 fest, dass die Lesse 24 Stunden brauchte, um das Massiv von Boine zu durchfließen. Die erste Bootsbefahrung des hinteren Höhlenteils soll 1771 stattgefunden haben. Nachdem man zwischen 1814 und 1817 die großen Höhlenräume entdeckt hatte, wurde im Jahr 1822 der erste Höhlenplan gezeichnet. Ab 1857 wurde die Höhle für den Tourismus erschlossen. Ab 1912 kamen bereits 80.000 Besucher pro Jahr. Die Schriftstellerin George Sand besuchte die Höhle und ließ die Episode eines Romans in der Höhle spielen.
Zum Höhleneingang wird man auch heute noch mitten aus dem Ort mit der schmalspurigen Straßenbahn gebracht. Von dort aus geht es zwei Kilometer durch den Berg. Über Treppen und enge, erst gegen die Mitte der Höhle breiter werdenden Gänge, gelangt man in einige domartige Hallen. Die Salle du Dôme ist der größte natürliche Hohlraum Belgiens. Er ist 62 m hoch, 86 m breit und 149 m lang. Erst gegen Ende der Höhle wird man des Auftauchens der Lesse gewahr, die neben dem Weg in kurzen Gefällepassagen dem riesigen Höhlenportal auf der Ausgangsseite zustrebt.
In den 1970er Jahren gab es noch ein Höhlenrestaurant, in dem man sich mit Speisen und Getränken versorgen konnte. Heute kann man auf Bänken Platz nehmen und eine Son-et-lumière-Show erleben. Beibehalten hat man das Abfeuern einer Marien-Kanone, deren Schall sich an den Wänden als Echo bricht, während man über einen Steg den Höhlenausgang verlässt.

## Höhlenfunde
Die Funde in der Höhle stammen aus der Spätneolithikum, ferner sind Hallstatt A, Latène A, B und D und das 2. und 3. Jahrhundert n. Chr. vertreten. Die Hauptmasse entfällt jedoch auf Hallstatt B.
- Spätneolithisch sind Steinbeile, Pfeilspitzen aus Feuerstein und ein Grand Pressigny-Dolch aus dem Fluss, sowie Halsbänder aus Tierzähnen und Knochenlöffel vom Ufer.
- Hallstatt B liegen vor (aus dem Fluss): 15 Tüllenbeile. davon eines geschäftet, 9 Nadeln, 8 Spinnwirtel, 6 Goldohrringe, 4 Goldschmuckscheiben, 4 Pfeilspitzen, 3 Bronzeschmuckscheiben 3 Angelhaken, 3 Messer, 2 Lappenbeile, 2 Rasiermesser, 2 Pinzetten. 2 Fingerringe, 1 Sichel, 1 Lanzenspitze, 1 Armring, 1 Halsring, Im Fluss und am Ufer lagen große Mengen von Keramik. In einem Herd lagen die Scherben von zwei Gefäßen mit Getreidekörnern und Hülsenfrüchten.
- in Hallstatt C sind drei bronzene Schwerter mit Ortbändern zu datieren.
- aus Latène A und B stammen Fibeln
- aus Latène D stammen Fibeln, Glas- und Bernsteinperlen, das Fragment eines Armreifes und eiserne Lanzenspitzen aus dem Fluss. Am Ufer lag neben Keramik ein Herdrest, aus dem sieben menschliche Unterkiefer stammen, von denen sechs als Depot zusammenlagen.
- Die Römische Kaiserzeit war mit drei Löffeln, einem Fingerring, einer Münze und einem bronzenen Veteranendiplom vertreten,
- aus dem Bereich Hochmittelalter bis Neuzeit stammen Münzen, Schlüssel, Messer, Lanzenspitzen,

ein bronzenes Weihwasserfaß und Keramik.
Eine Abgrenzung zwischen anderen Funden und Votivfunden lässt sich nicht vornehmen, da das gesamte keramische Material und die näheren Fundumstände bisher nicht vorgelegt wurden. Die Uferstraten scheinen soweit intakt, dass der Einfluss des Wassers nicht sehr stark gewesen sein kann. Die Flussfunde treten in einem begrenzten Bereich auf. Es spricht daher vieles dafür, dass ein Großteil von ihnen als Votivfunde angesehen werden kann. Dass die Schwerter mit ihren Scheiden in die Lesse geraten sind erinnert an die Latèneschwerter aus den Flüssen, die vielfach auch in den Scheiden stecken. Die große Zahl der Beile und Nadeln aus der Urnenfelderzeit gegenüber Fundkategorien die gehäuft in Siedlungen zu erwarten wären, und die sehr wertvollen Goldfunde sprechen ebenfalls für eine Deutung als Votivfunde. Die Fibeln und Perlen der Latènezeit erinnern an Fundkomplexe wie die Station Latène und die Quellfunde. In den Befunden von den Ufern wird sich vielleicht etwas über das kultische Geschehen am Flusses ablesen lassen.
- Lage des Flusseinlaufes in die Höhle: 50° 6′ 52,3″ N, 5° 12′ 11,6″ O
- Lage des Flussaustritts aus der Höhle: 50° 7′ 16,6″ N, 5° 11′ 32,6″ O
- Lage des Einganges in die Schauhöhle: 50° 7′ 6,1″ N, 5° 11′ 55,9″ O